# Shinnosuke Abe (giocatore di baseball)
Shinnosuke Abe (阿部 慎之助?, Abe Shinnosuke; Urayasu, 20 marzo 1979) è un ex giocatore di baseball e allenatore di baseball giapponese.

## Biografia
Fu scelto dagli Yomiuri Giants al 1º giro nel Draft della Nippon Professional Baseball nel 2001.
Ha vinto le Japan Series nel 2012, anno in cui fu nominato MVP della Central League; è stato una volte Batting Champion, nel 2012; ha partecipato inoltre a 10 All-Stars Game.
Con la nazionale di baseball del Giappone ha vinto il World Baseball Classic 2009. Ha partecipato anche al World Baseball Classic 2013.

## Statistiche
| Stagione             | Squadra              | G    | AP   | AB   | R   | H    | 2B  | 3B | HR  | TB   | RBI | SB | CS | SH | SF | BB  | IBB | HBP | SO  | DP  | AVG  | OBP  | SLG  | OPS   |
| -------------------- | -------------------- | ---- | ---- | ---- | --- | ---- | --- | -- | --- | ---- | --- | -- | -- | -- | -- | --- | --- | --- | --- | --- | ---- | ---- | ---- | ----- |
| 2001                 | Yomiuri Giants       | 127  | 428  | 386  | 40  | 87   | 18  | 0  | 13  | 144  | 44  | 3  | 0  | 2  | 2  | 31  | 7   | 7   | 79  | 9   | .225 | .293 | .373 | .666  |
| 2002                 | Yomiuri Giants       | 127  | 511  | 446  | 62  | 133  | 26  | 0  | 18  | 213  | 73  | 4  | 1  | 4  | 3  | 46  | 12  | 12  | 81  | 10  | .298 | .377 | .478 | .854  |
| 2003                 | Yomiuri Giants       | 94   | 371  | 314  | 46  | 95   | 15  | 1  | 15  | 157  | 51  | 1  | 1  | 3  | 4  | 40  | 6   | 9   | 52  | 7   | .303 | .392 | .500 | .892  |
| 2004                 | Yomiuri Giants       | 108  | 436  | 379  | 61  | 114  | 22  | 1  | 33  | 237  | 78  | 0  | 0  | 1  | 0  | 43  | 1   | 13  | 87  | 6   | .301 | .391 | .625 | 1.016 |
| 2005                 | Yomiuri Giants       | 130  | 534  | 476  | 56  | 143  | 16  | 0  | 26  | 237  | 86  | 0  | 2  | 0  | 6  | 51  | 4   | 1   | 78  | 15  | .300 | .365 | .498 | .863  |
| 2006                 | Yomiuri Giants       | 129  | 497  | 452  | 39  | 133  | 26  | 2  | 10  | 193  | 56  | 0  | 2  | 4  | 2  | 35  | 4   | 4   | 76  | 8   | .294 | .349 | .427 | .776  |
| 2007                 | Yomiuri Giants       | 140  | 580  | 499  | 72  | 137  | 20  | 0  | 33  | 256  | 101 | 1  | 2  | 3  | 10 | 57  | 7   | 11  | 76  | 17  | .275 | .355 | .513 | .868  |
| 2008                 | Yomiuri Giants       | 125  | 484  | 428  | 60  | 116  | 27  | 0  | 24  | 215  | 67  | 1  | 1  | 4  | 0  | 44  | 5   | 8   | 66  | 17  | .271 | .350 | .502 | .852  |
| 2009                 | Yomiuri Giants       | 123  | 462  | 409  | 63  | 120  | 20  | 2  | 32  | 240  | 76  | 1  | 1  | 2  | 7  | 34  | 0   | 10  | 87  | 9   | .293 | .357 | .587 | .943  |
| 2010                 | Yomiuri Giants       | 140  | 569  | 498  | 85  | 140  | 27  | 2  | 44  | 303  | 92  | 0  | 0  | 1  | 1  | 58  | 3   | 11  | 91  | 8   | .281 | .368 | .608 | .976  |
| 2011                 | Yomiuri Giants       | 114  | 437  | 390  | 45  | 114  | 21  | 0  | 20  | 195  | 61  | 1  | 1  | 2  | 1  | 35  | 2   | 9   | 66  | 12  | .292 | .363 | .500 | .863  |
| 2012                 | Yomiuri Giants       | 138  | 556  | 467  | 72  | 159  | 22  | 1  | 27  | 264  | 104 | 0  | 0  | 2  | 8  | 69  | 6   | 9   | 47  | 11  | .340 | .429 | .565 | .994  |
| 2013                 | Yomiuri Giants       | 135  | 529  | 422  | 81  | 125  | 17  | 0  | 32  | 238  | 91  | 0  | 0  | 0  | 6  | 86  | 9   | 15  | 59  | 8   | .296 | .427 | .564 | .991  |
| Statistiche：13 anni | Statistiche：13 anni | 1630 | 6394 | 5566 | 782 | 1616 | 277 | 9  | 327 | 2892 | 980 | 12 | 11 | 28 | 50 | 629 | 66  | 119 | 945 | 137 | .290 | .371 | .520 | .894  |